# メランコリア I
メランコリア I（独: Melencolia I, Melancholia I）は、アルブレヒト・デューラーが1514年に製作した銅版画。

## 作品
デューラーの代表作で、「書斎の聖ヒエロニムス」､「騎士と死と悪魔」とともに三大銅版画と呼ばれる｡
四体液説における人間の4つの性格の一つ「憂鬱」を擬人化したもので、天使が頭を抱えて、目の前の忙しい光景を見つめて憂鬱に沈んでいる。魔方陣をはじめとして、砂時計、秤、菱面体等錬金術、幾何学、数秘術に関連しているオブジェ。寝そべった痩せた犬や、タブレットに何かを描くプット。床に散らばっているグローハンマー、鋸、鉋、はしご等の木工道具。空には、虹、彗星または惑星、そして翼に版画のタイトルを描いたコウモリのような生き物等、寓意的な画題がいくつも描かれており、様々な解釈 がある。
砂時計の隣には4×4のユピテル魔方陣（下図）が描かれており、この中には、偉業を達成した制作年の1514が埋め込まれている。また、縦、横、斜めのいずれの列も和が等しくなるように数字が並べられただけでなく、右上、右下、左上、左下のそれぞれ2×2の四マスも、中央の2×2の四マスも、上下辺及び左右辺のそれぞれ四マスも、隅の四マスも、いずれも和が34になっている。
{\displaystyle {\begin{bmatrix}16&3&2&13\\5&10&11&8\\9&6&7&12\\4&15&14&1\end{bmatrix}}}

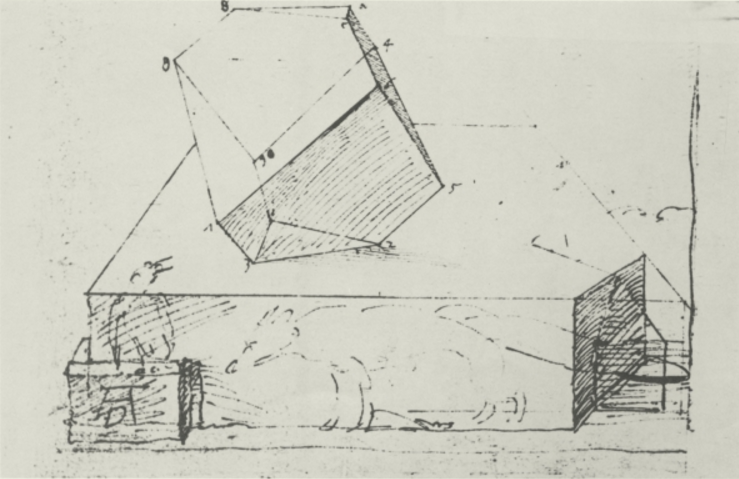
製作前の菱面体のスケッチ
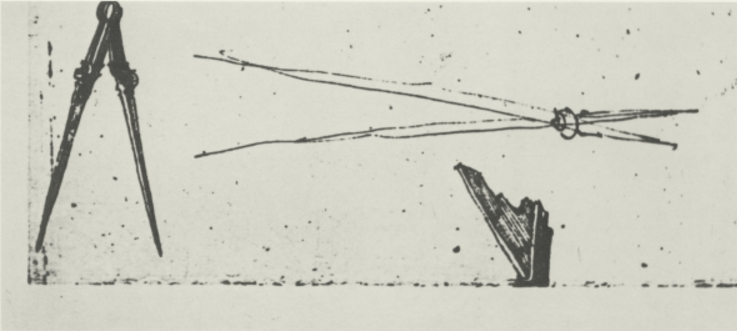
コンパスのスケッチ
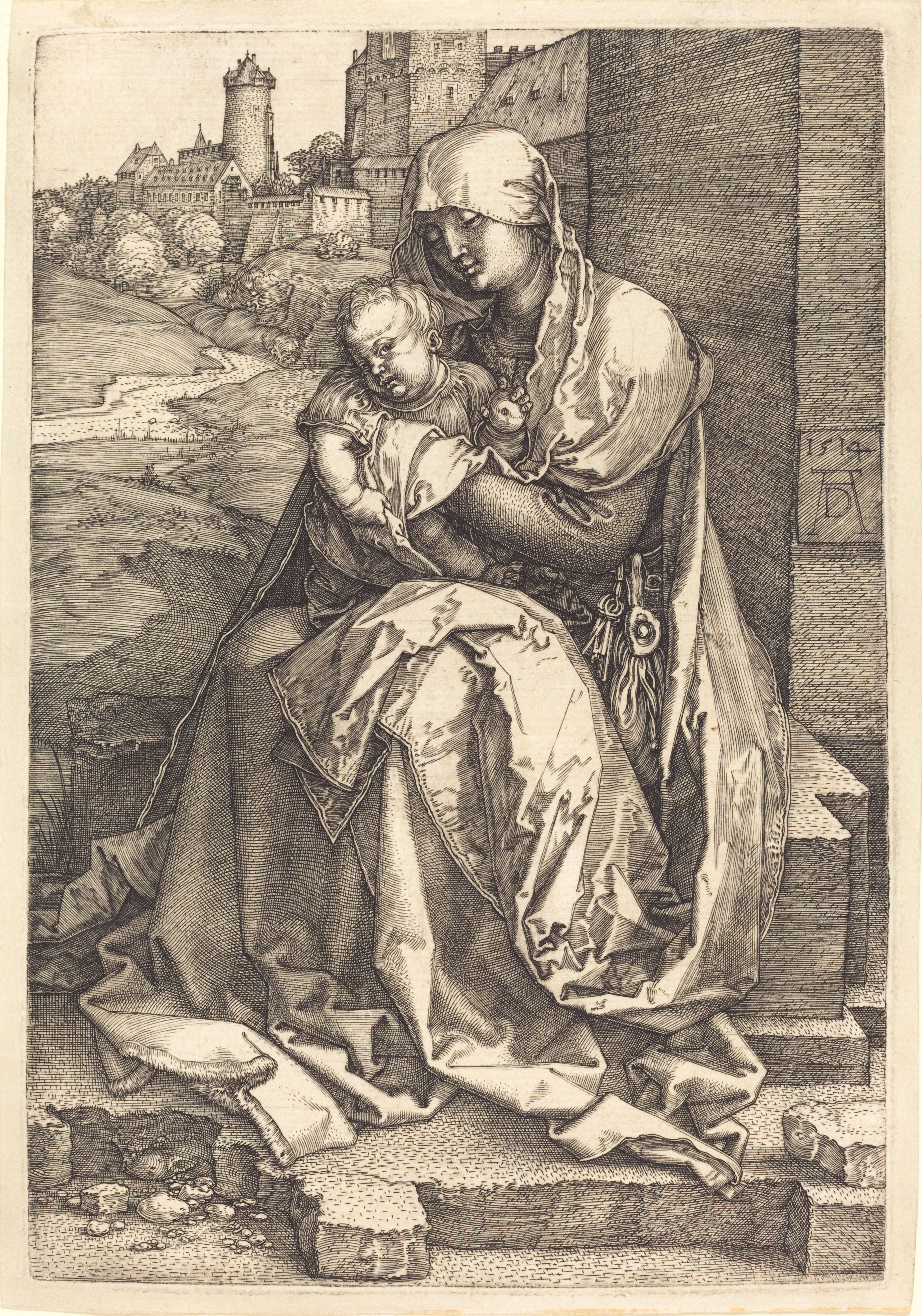
同じ年に製作された「聖母子像」

## メランコリア I に影響を受けた作品
- ルーカス・クラナッハ「メランコリー（英語版）」 (1532)
- ヨースト・アマン（英語版）「メランコリー」（1589）
- ヤン・ウィーリクス（英語版）(1602)「模写」
- カスパー・ダーヴィト・フリードリヒ「蜘蛛の巣を持つ女（英語版）」(1803)「自画像」(1840頃)

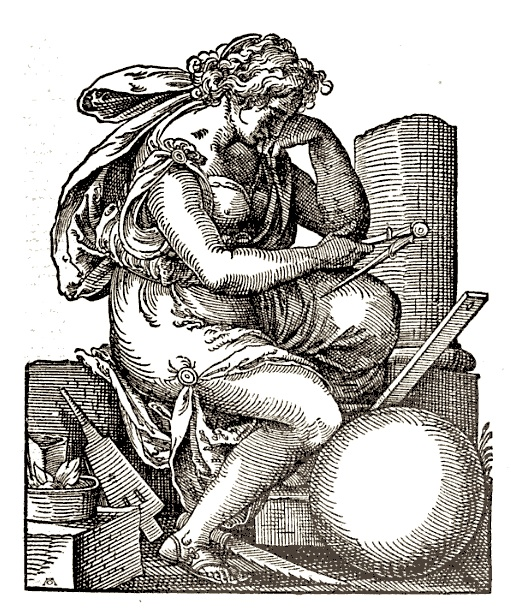
ヨースト・アマン「メランコリー」
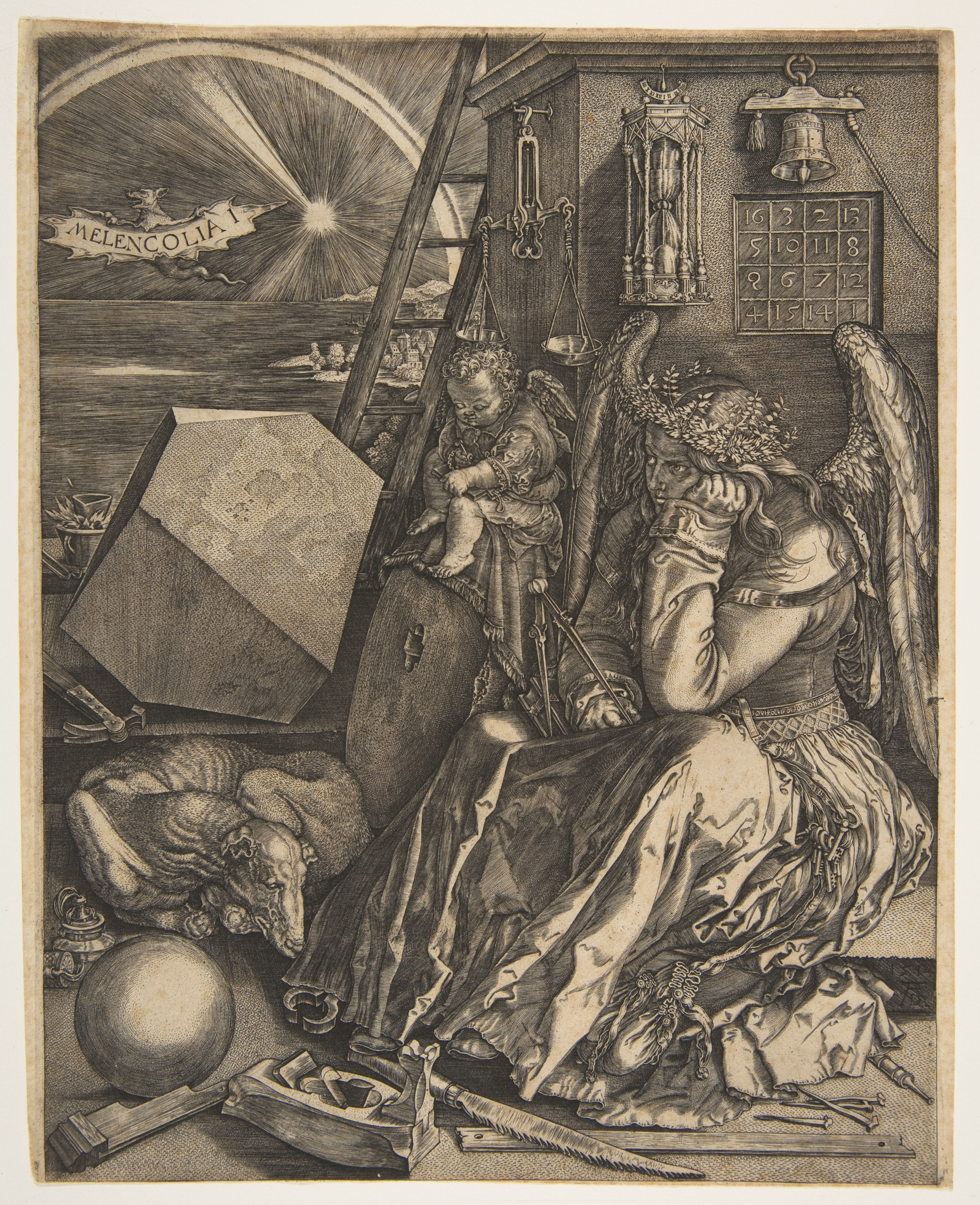
ヤン・ウィーリクス「模写」
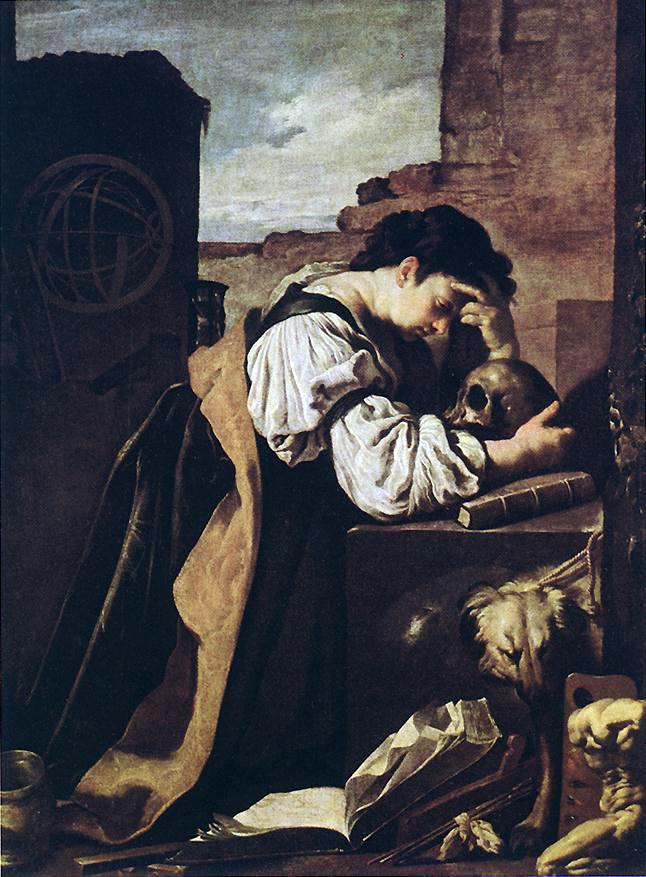
ドメニコ・フェッティ「瞑想（イタリア語版）」（1618年）